# ヨーゼフ・ハインツ
ヨーゼフ・ハインツ（Joseph Heintz、1564年6月11日（洗礼日）- 1609年10月15日）は、スイス生まれの画家、建築家である。イタリアで修行し、プラハなどで神聖ローマ皇帝ルドルフ2世の宮廷画家として働いた。同名の画家の息子、ヨーゼフ・ハインツ (子)(Joseph Heintz der Jüngere: 1600–1678)と区別するために、「年長のヨーゼフ・ハインツ(Joseph Heintz der Ältere)」と呼ばれる。

## 略歴
スイスのバーゼルで建築家、石彫刻家のダニエル・ハインツ(Daniel Heintz der Ältere: c.1530/1535-1596)の息子に生まれた。バーゼルの画家、ハンス・ボク(Hans Bock der Ältere: c.1550-1624)に絵を学んだと推定されている。1584年から1589年の間、ローマやヴェネツィアで絵の修行をした。 イタリアでドイツ生まれの画家、ハンス・フォン・アーヘン (1552-1615)と知り合い、助手として働いた。1591年にザクセン選帝侯、クリスティアン1世にドレスデンに招かれ、バーゼルやプラハを経由してドレスデンに向かう途中にプラハでザクセン選帝侯が亡くなった事を知った。そのためプラハに留まり、プラハの神聖ローマ皇帝ルドルフ2世の宮廷で働くことになった。
1592年に皇帝に命じられて、皇帝のコレクションのための美術品の購入の仕事のためにイタリアに派遣され、購入できなかった作品の模写もした。1596年からプラハとアウグスブルクに住み、1598年に結婚しアウグスブルクの市民権を得た。ハインツは皇帝に画家として重用され、1902年に騎士の称号を得た。
1609年にプラハで没した。

## 作品

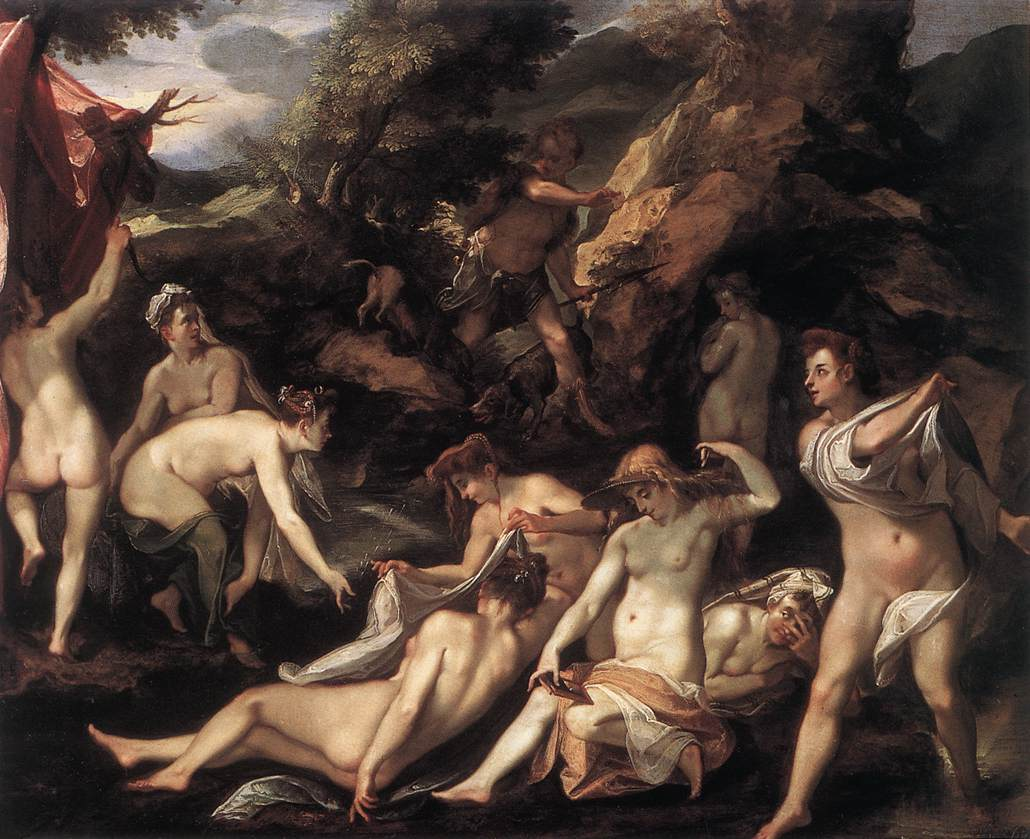
Diana and Actaeo　(1590s)、美術史美術館蔵
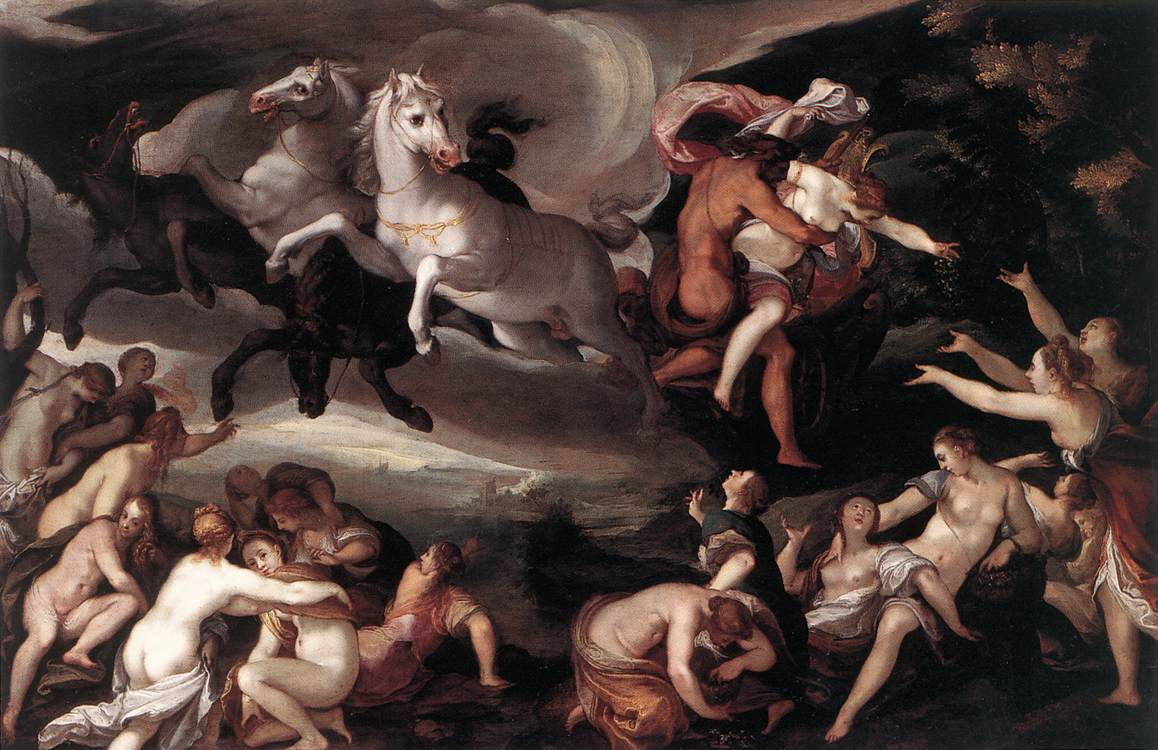
"The Rape of Proserpina" (1598/1605) アルテ・マイスター絵画館蔵
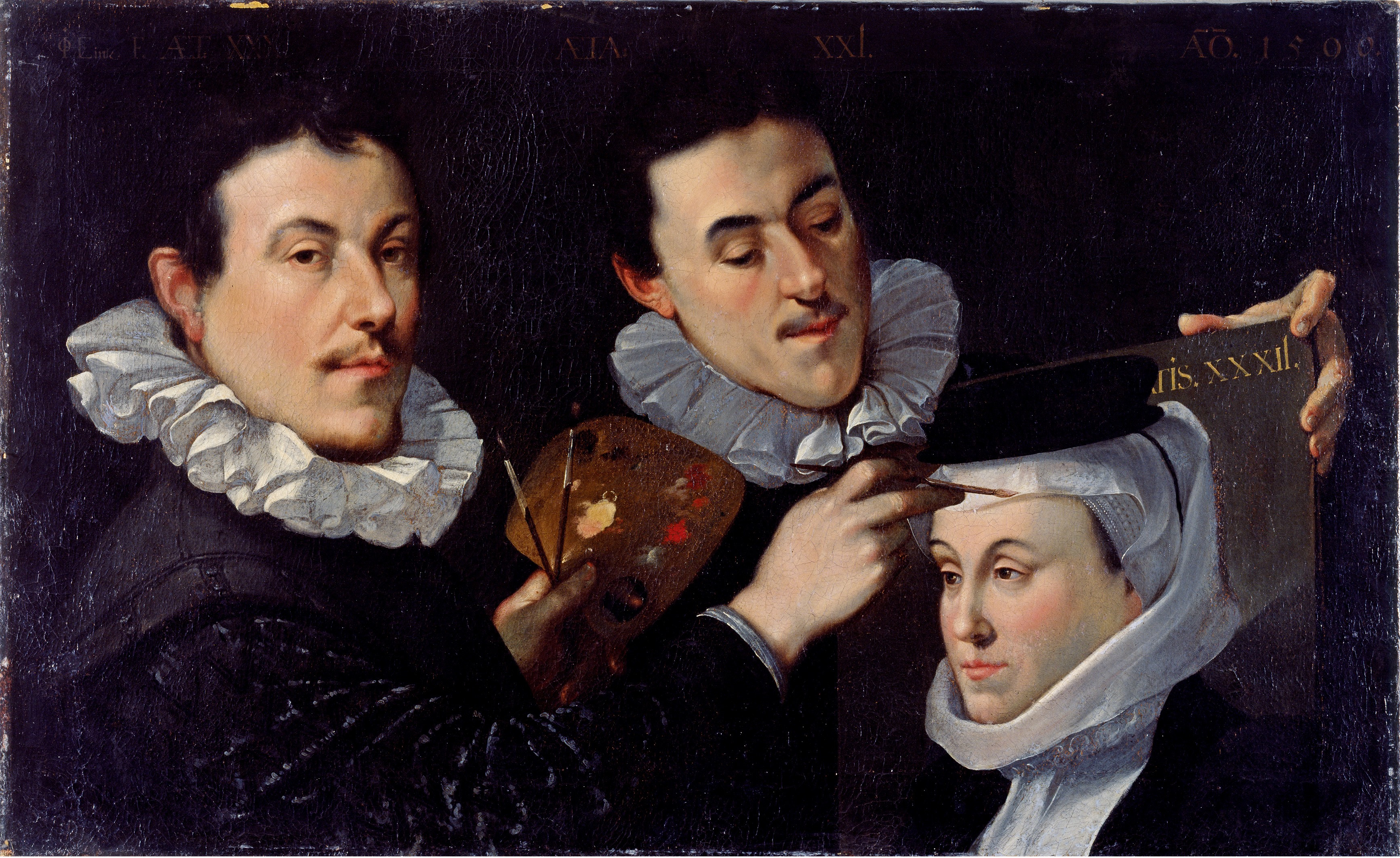
兄妹との自画像 (1596) ベルン美術館蔵

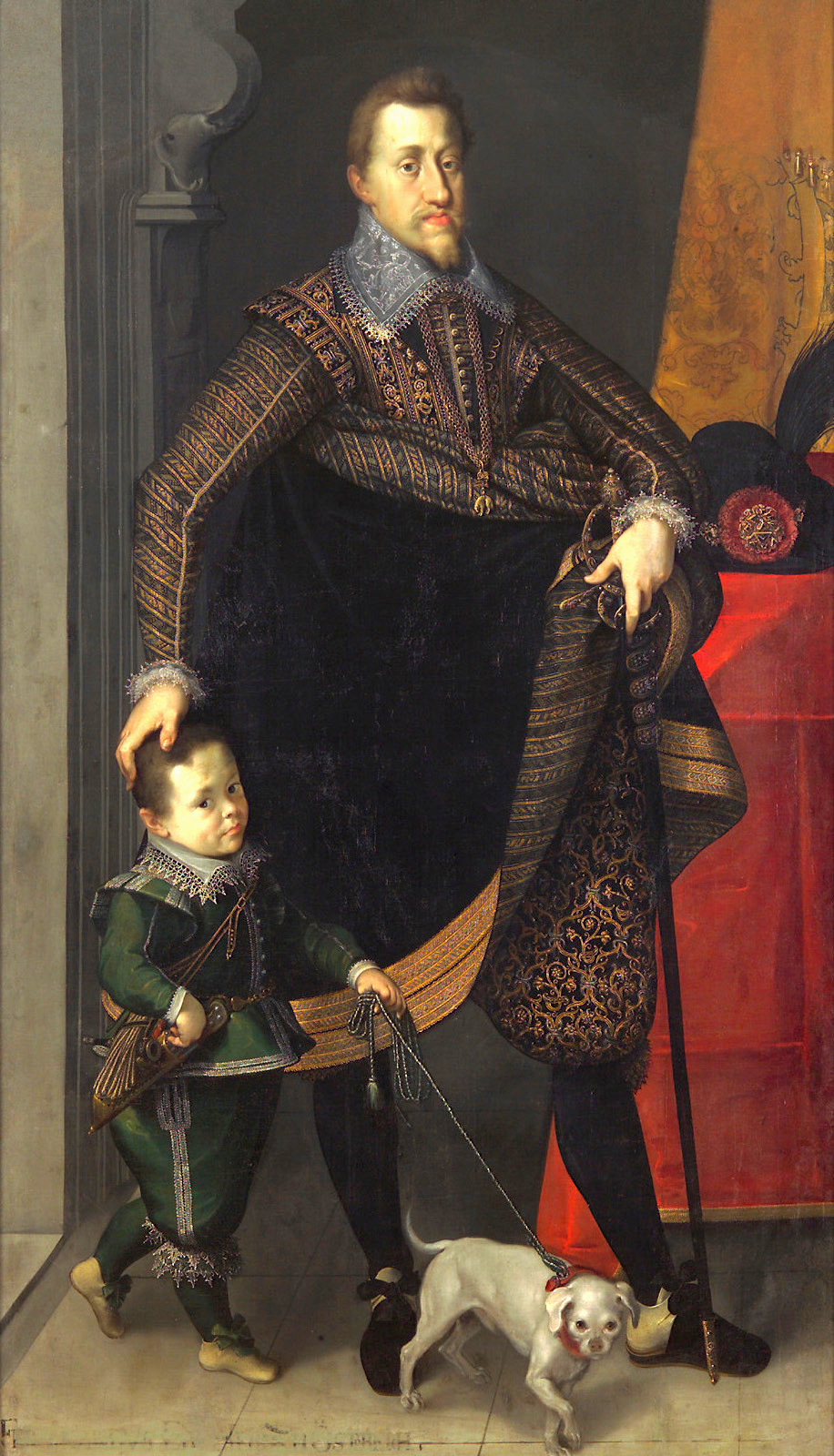
神聖ローマ皇帝フェルディナント2世、美術史美術館蔵
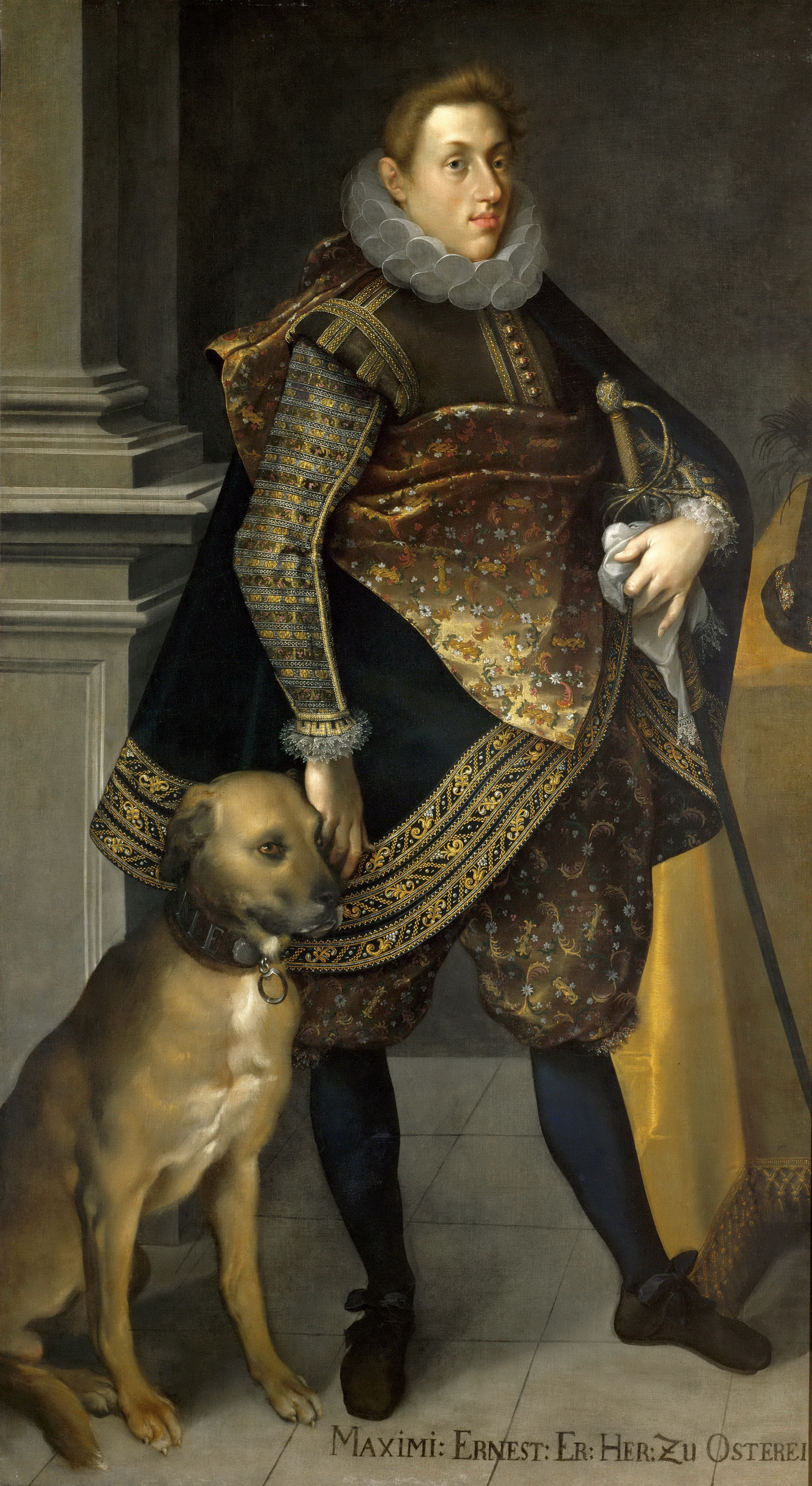
マクシミリアン・エルンスト・フォン・エスターライヒ (1604) 美術史美術館蔵
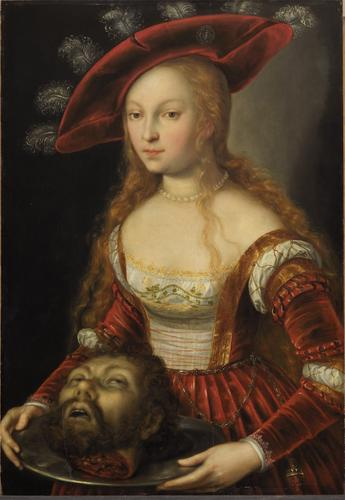
「洗礼者ヨハネの首を持つサロメ」(1600/1605)、美術史美術館蔵
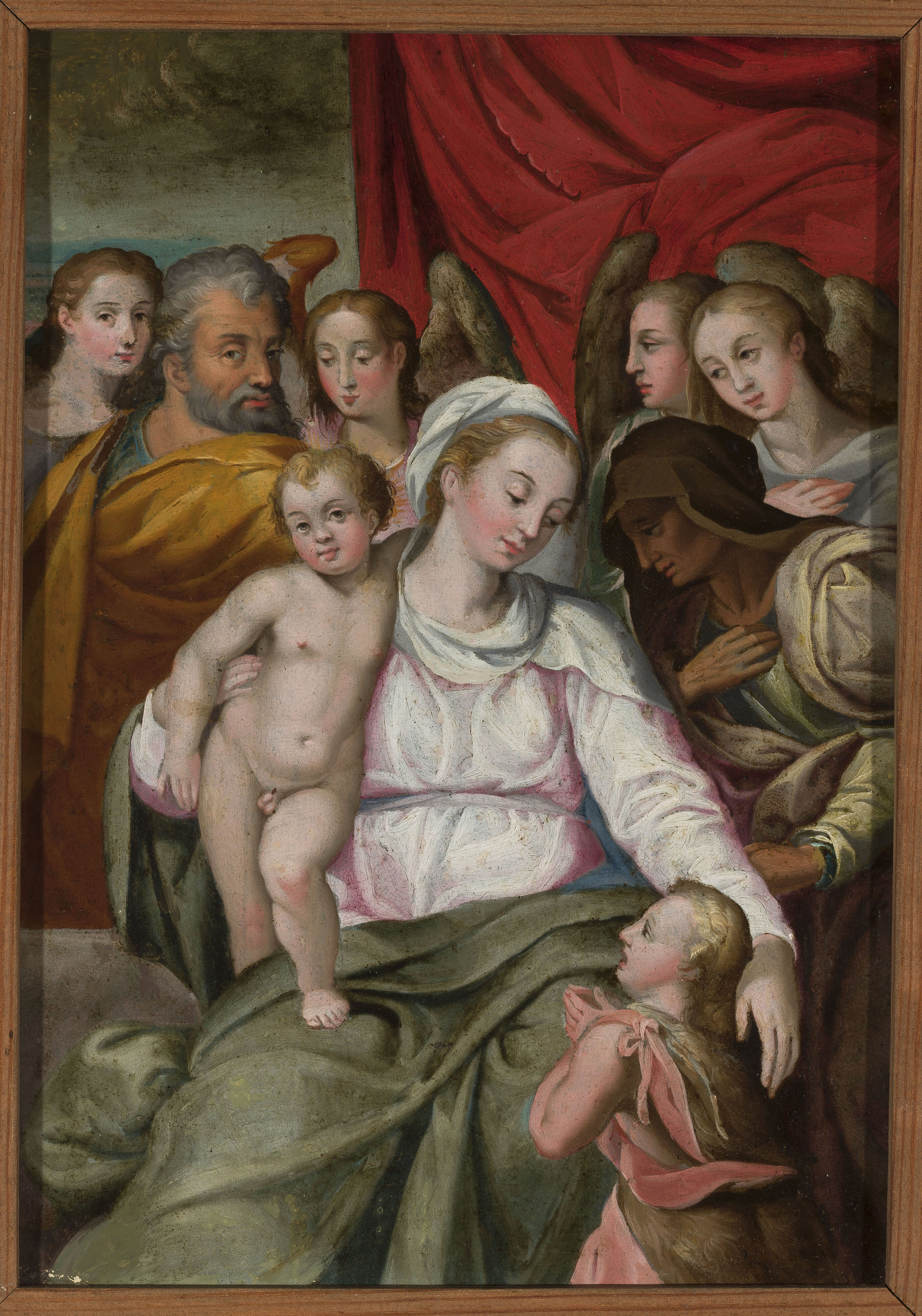
聖者たちと聖母子